# 第一代比弗布鲁克男爵马克斯·艾特肯

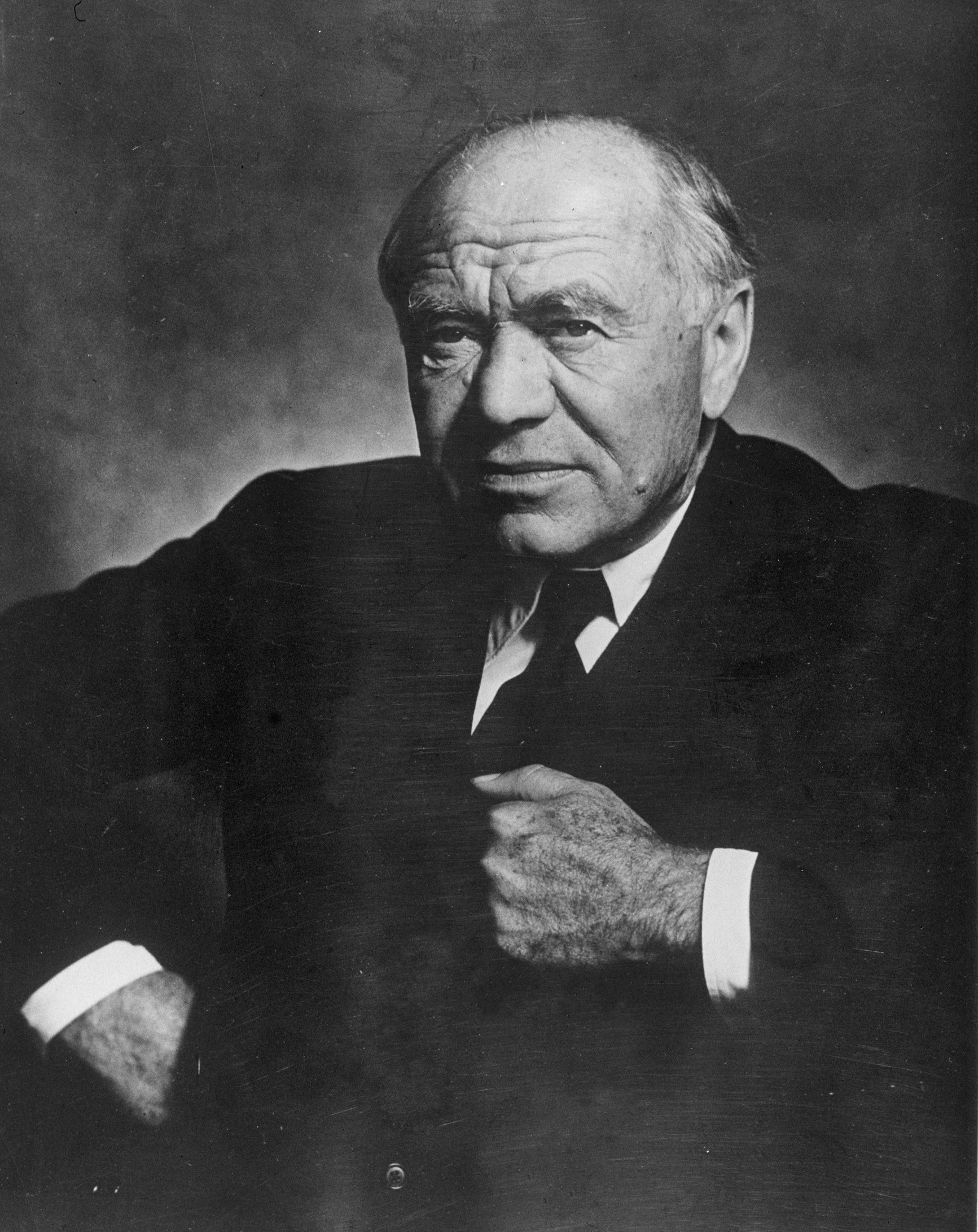
个人肖像（摄于1943年）

第一代比弗布鲁克男爵马克斯·艾特肯（英語： 1879年5月25日—1964年6月9日），通常被称为比弗布鲁克勋爵，加拿大-英国的报纸出版商和幕后政治家，是20世纪上半叶英国媒体和政治界的重要人物。 他的权力基础是当时世界上发行量最大的报纸《每日快报》，它以强烈爱国主义的新闻和社论吸引了持保守观点的工人阶级。第二次世界大战期间，他担任了首相温斯顿·丘吉尔的飞机生产部长，在调动工业资源方面发挥了重要作用。